# Confine tra Austria e Liechtenstein
Il confine tra l'Austria e il Liechtenstein descrive la linea che delimita i due stati. Ha una lunghezza di 35 km.

## Storia
Il confine è molto antico perché risale a quando le contee di Vaduz e di Schellenberg nel 1434 furono riunite. Il confine è diventato internazionale nel 1806 quando il Liechtenstein divenne stato sovrano.

## Caratteristiche

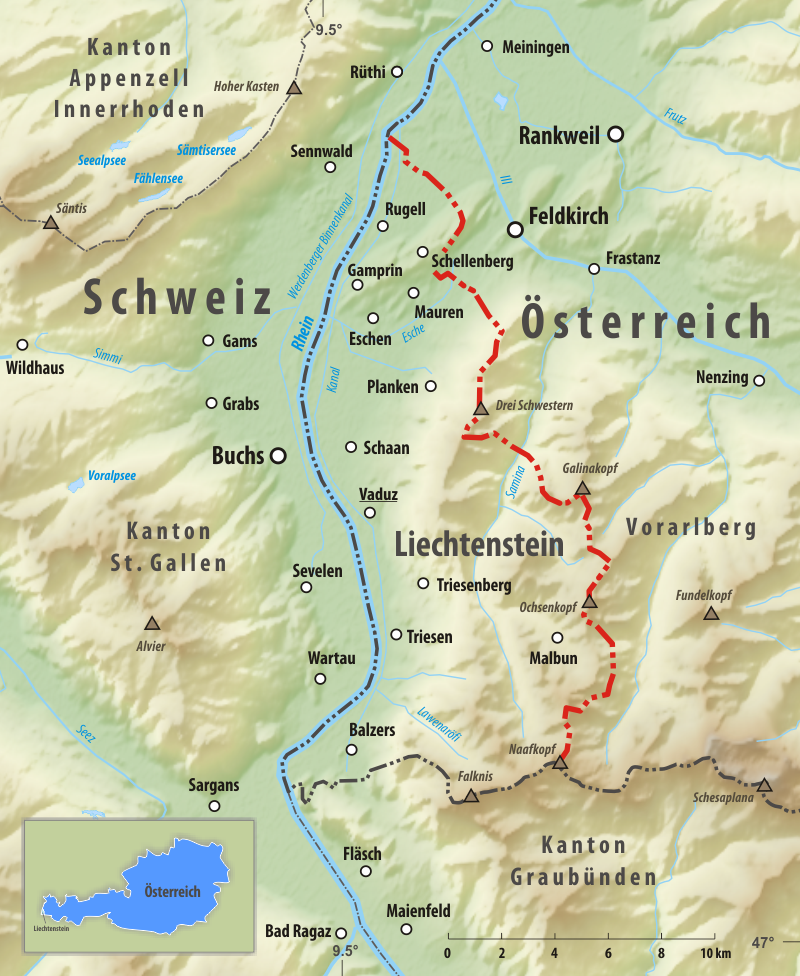
La linea di confine è segnata in rosso.

La linea di confine si trova ad ovest dell'Austria e ad est del Liechtenstein.
Inizia dalla triplice frontiera tra Austria, Liechtenstein e Svizzera collocata a nord del Liechtenstein e lungo il fiume Reno. Il confine scende verso sud fino ad arrivare al Naafkopf dove si incontra la seconda triplice frontiera tra Austria, Liechtenstein e Svizzera.

## Sezioni alpine sul confine
Il confine è collocato lungo la catena alpina. Da ovest verso est si incontrano le seguenti sezioni e sottosezioni alpine:
- Alpi Retiche occidentali
  - Catena del Rätikon
    - Gruppo del Rätikon